# Flettner Fl 339
Die Flettner Fl 339 war ein Projekt für einen deutschen Militärhubschrauber.
Entwickelt wurde der Hubschrauber 1944 nach einem Auftrag des Reichsluftfahrtministeriums für einen Hubschrauber mit höherer Zuladung als der Flettner Fl 282. Die Rotoranordnung mit zwei ineinanderkämmenden Rotoren wurde von der Fl 282 übernommen, der Rotordurchmesser sollte jedoch auf 13,2 Meter vergrößert werden. Eine Neuerung stellte die Zusammenfassung der Antriebskomponenten in einer Einheit dar. So sollte der Motor – ein 240 PS leistender luftgekühlter Argus-As-10-C-Achtzylinder-V-Motor – mit dem Getriebe in einer Gondel zwischen Kabine und Rotoren untergebracht werden. Der Besatzungsraum, in dem die beiden Sitze Rücken an Rücken platziert werden sollten, bestand lediglich aus einem Stahlrohrgerüst. Aufgrund des Kriegsverlaufes wurde kein Versuchsmuster mehr gefertigt.